# Herrschaft Waldenburg
Die Herrschaft Waldenburg war ein reichsunmittelbares Territorium der Schönburgischen Herrschaften im Westen des heutigen Freistaats Sachsen. Ursprünglich im Besitz der Herren von Waldenburg, geriet die Herrschaft im Jahr 1378 an das Haus Schönburg. Erst nach dem Rezess mit dem sächsischen Kurfürsten 1740 ging die Herrschaft Waldenburg als Teil der Schönburgischen Rezessherrschaften allmählich im sächsischen Staat auf.
Bis zur Einführung der umfassenden Verwaltungsreform auf dem Gebiet der Rezessherrschaften Schönburg im Jahr 1878 und der vollständigen Eingliederung in das Königreich Sachsen bildete die Herrschaft Waldenburg den räumlichen Bezugspunkt für die Einforderung landesherrlicher Abgaben und Frondienste, für Polizei, Rechtsprechung und Heeresfolge. Verwaltungssitz war das Schloss Waldenburg in Waldenburg.

## Geographische Lage
Die Herrschaft Waldenburg ist die nördlichste der Schönburgischen Rezessherrschaften. Das zusammenhängende Gebiet der ehemaligen Herrschaft Waldenburg befand sich beiderseits der Zwickauer Mulde. Es beinhaltete einige Orte, die vollständig oder teilweise unter der Verwaltung schönburgischer Vasallen standen. Westlich dieses Gebiets lagen die Exklaven Oberwiera und Pfaffroda. Im Osten lagen einige Häuser, die zu Hohenstein und Ernstthal gehörten, sowie der Waldenburger Oberwald.
Die Herrschaft Waldenburg war umgeben von den Schönburgischen Herrschaften Remse, Glauchau, Lichtenstein und Penig (lediglich dessen Exklaven). Weiterhin grenzte das Gebiet an die kursächsischen Ämter Chemnitz und Borna (Exklave Herrschaft Wolkenburg) und an das Kerngebiet des Kreisamts Altenburg sowie deren Exklave Rußdorf des Herzogtums Sachsen-Altenburg.
Das Gebiet der einstigen Herrschaft Waldenburg befindet sich heute im nordöstlichen Teil des sächsischen Landkreises Zwickau. Die Orte gehören heute zu den Städten Waldenburg und Hohenstein-Ernstthal sowie zu den Gemeinden Schönberg, Oberwiera und Callenberg.

## Angrenzende Verwaltungseinheiten
|                     | Kreisamt Altenburg                          | Amt Borna (Exklave Herrschaft Wolkenburg), Herrschaft Penig (Exklave Bräunsdorf) |
| Herrschaft Remse    | Kompassrose, die auf Nachbargemeinden zeigt | Amt Chemnitz, Kreisamt Altenburg (Exklave Rußdorf)                               |
| Herrschaft Glauchau | Herrschaft Lichtenstein                     |                                                                                  |

Die Angaben beziehen sich auf das Kerngebiet der Herrschaft Waldenburg. Die westlich gelegenen Exklaven Oberwiera und Pfaffroda grenzten an die gleichen Verwaltungseinheiten oder an Exklaven von diesen.

## Geschichte

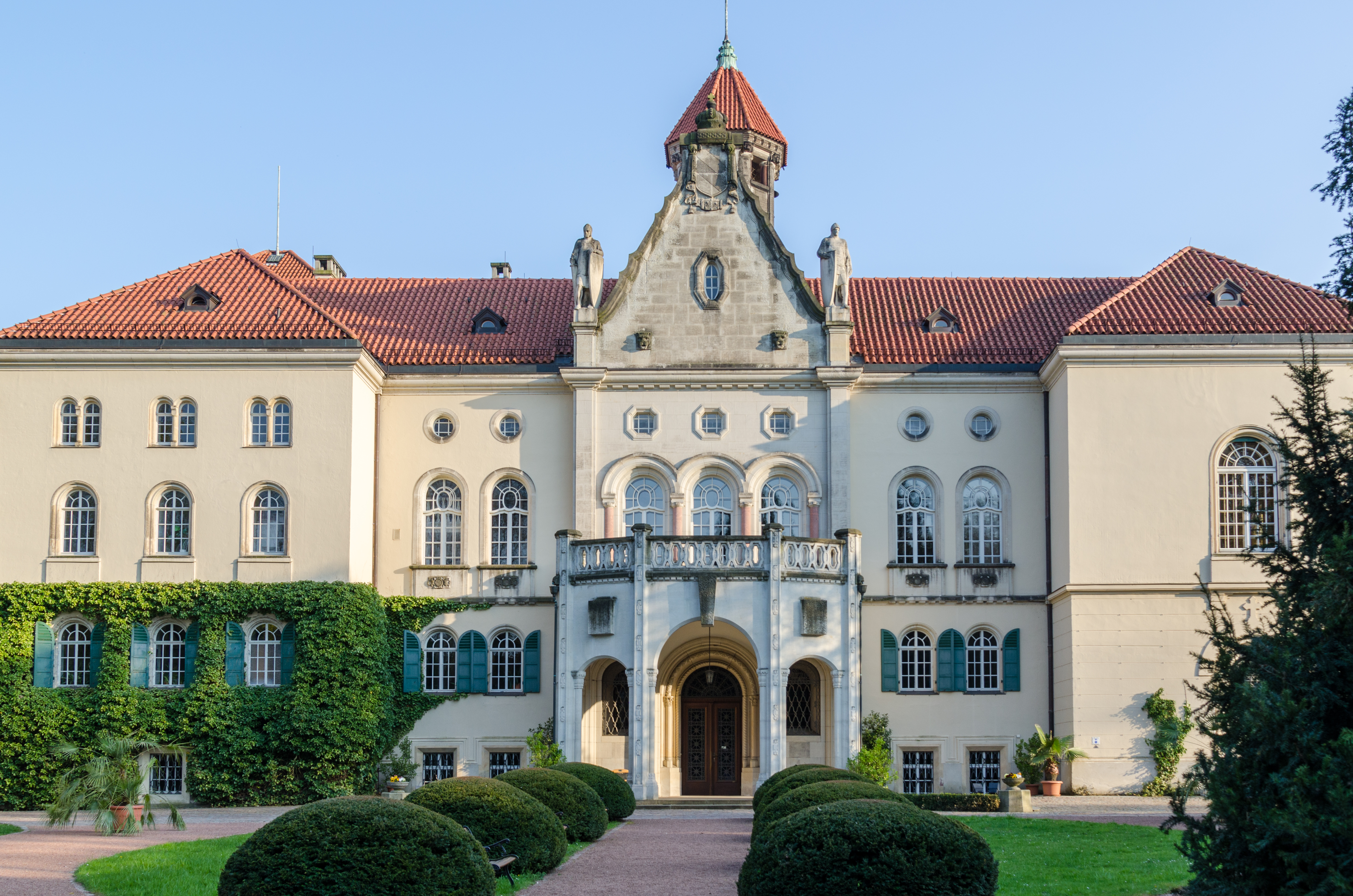
Schloss Waldenburg

### Die Herrschaft Waldenburg unter den Herren von Waldenburg
Der Ursprung der Herrschaft Waldenburg liegt im 12. Jahrhundert. Im Zuge des Landesausbaus bzw. der deutschen Ostsiedlung verließen die edelfreien Herren von Wartha, die ihren Stammsitz in Warta im Bistum Naumburg hatten, im Auftrage Kaisers Friedrich I. (genannt Barbarossa) die Gegend an der Unstrut und gründeten zwischen 1165 und 1175 südöstlich von Altenburg eine neue Herrschaft. Dort errichtete Hugo von Wartha gemeinsam mit Rudolph von Brand an einem nach Böhmen führenden Weg („Böhmischer Steig“), der hier in einer Furt die Zwickauer Mulde querte, die Burg Waldenburg. Seine Nachkommen benannten sich nun nach ihrem neuen Sitz „von Waldenburg“.
In der Folgezeit war die Burg Waldenburg Mittelpunkt eines Herrschaftsgebietes, das in Richtung Süden bis weit in das Erzgebirge hineinreichte und auch die Herrschaften Rabenstein (gelangte 1375 an das Benediktinerkloster Chemnitz), Wolkenstein und Greifenstein umfasste. Um die Burg Waldenburg entstanden die Orte Altwaldenburg (1290), Altstadt Waldenburg (1317) und die Oberstadt Waldenburg (erstmals erwähnt 1136), welche heute den Kern der Stadt Waldenburg bilden.
Im Jahr 1378 wurden infolge der Erbeinigung zwischen Johannes I. von Waldenburg und Friedrich von Schönburg-Hassenstein die Schönburger die Herren von Burg, Stadt und Herrschaft Waldenburg. Sie blieben bis 1945 im Besitz der Burg. Hauptsitz der Herren von Waldenburg wurde daraufhin Schloss Wolkenstein im Erzgebirge. Im Jahre 1473 starb das Geschlecht der Herren von Waldenburg im Mannesstamme aus.

### Die Herrschaft Waldenburg unter den Herren von Schönburg
Die im Jahr 1378 von den Schönburgern erworbene Herrschaft Waldenburg war nach der Herrschaft Glauchau (Eigenbesitz seit 1256) und der Herrschaft Lichtenstein (schönburgisch seit 1286) die dritte der vier ursprünglichen Schönburgischen Herrschaften. Danach folgte noch der Erwerb der Grafschaft Hartenstein im Jahre 1406. Während die Herren von Schönburg die Grafschaft Hartenstein vom Kurfürstentum Sachsen als Reichsafterlehen bekamen, trugen die sie ihre drei Reichslehen Glauchau, Lichtenstein und Waldenburg den böhmischen Königen des Hauses Luxemburg, die auch die deutschen Kaiser stellten, als Reichsafterlehen auf, um sie vor kursächsischem Einfluss zu bewahren. Im Jahr 1519 wurde die Burg Waldenburg nach der im Jahr 1430 erfolgten Zerstörung durch die Hussiten als Schloss errichtet. Nach einem Brand des Schlosses erfolgte zwischen 1529 und 1534 der Wiederaufbau. Im Jahr 1542 führte Hugo I., Freiherr von Schönburg-Waldenburg die Reformation in Waldenburg ein.
Nach dem Tod von Ernst I. von Schönburg (1486–1534) erfolgte nach einer Zeit der Vormundschaft im Jahr 1556 die Aufteilung der Schönburgischen Herrschaften an seine Söhne. Die Herrschaft Waldenburg gelangte zusammen mit den Herrschaften Lichtenstein und Hartenstein an den sächsischen Geheimen Rat Hugo I. von Schönburg (1529–1566), welcher die Linie Schönburg-Waldenburg begründete. Als neuer Herrschaftssitz wurde zwischen 1556 und 1565 ein neues Renaissanceschloss als Residenz an Stelle des vorderen Burgteils errichtet. Parallel zu dem neuen Vorderschloss, das aus zwei Rechteckflügeln mit vorgesetzten Treppentürmen bestand, existierte noch das durch einen Graben getrennte Hinterschloss mit dem mittelalterlichen Bergfried. Dieses wurde jedoch bei einem Brand im Jahr 1619 zerstört und nicht wieder aufgebaut.
Im Jahr 1700 wurde das Gesamthaus derer von Schönburg durch Kaiser Leopold I. in den Reichsgrafenstand erhoben. Dadurch residierten die Herren von Schönburg-Waldenburg von nun an als Grafen von Schönburg-Waldenburg auf Schloss Waldenburg. Zu den Besitzungen der durch Teilungen zersplitterten Waldenburger Hauptlinie der Schönburger, welche auch „obere Linie“ genannt wurde, gehörten neben der Herrschaft Waldenburg auch die Herrschaften Lichtenstein, Hartenstein und die 1702 entstandene Herrschaft Stein, welche jeweils eine eigene Residenz mit einem Amt als Sitz der Verwaltung besaßen. Im Jahr 1797 kam noch die unter kursächsischer Lehnsherrschaft stehende Herrschaft Remse zur Linie Schönburg-Waldenburg. Weiterhin wurde das Gericht Rüsdorf (bestehend aus Rüsdorf und Kuhschnappel) und die unter kursächsischer Lehnsherrschaft stehenden Grundherrschaften Tirschheim und Ziegelheim zeitweise durch die Linie Schönburg-Waldenburg verwaltet.
In einem Rezess mit dem sächsischen Kurfürsten mussten die Herren von Schönburg am 4. Mai 1740, nach langwierigen Verhandlungen mit dem Minister Heinrich Graf von Brühl, auf die meisten aus der Reichsunmittelbarkeit resultierenden Autonomierechte verzichten. In den folgenden Jahrzehnten wurden die Schönburgischen Rezessherrschaften Glauchau, Lichtenstein, Waldenburg, Hartenstein und Stein schrittweise in den sächsischen Kurstaat integriert. Durch das Bestreben der Schönburger, die Revision des Rezesses von 1740 rückgängig zu machen, entzündete sich im Jahr 1768 ein Konflikt, der im Rahmen des Bayerischen Erbfolgekrieges zu militärischen Aktionen führte („Glauchauer Krieg“). Im Frieden von Teschen erlangte Kursachsen im Jahr 1779 von Maria Theresia als böhmischer Königin die oberlehensherrlichen Rechte über die Schönburgischen Rezessherrschaften Glauchau, Lichtenstein und Waldenburg, wodurch es sich damit endgültig als alleiniger Landesherr durchsetzte.
Otto Karl Friedrich Graf von Schönburg, Regent der oberen Linie Schönburg-Waldenburg, wurde von Kaiser Leopold II. am Tag seiner Krönung, am 9. Oktober 1790, in den Fürstenstand erhoben. In der Zeit seiner Amtszeit entstand auch der als Grünfelder Park bekannte Englische Landschaftsgarten vor den Toren der Stadt Waldenburg.
1835 erfolgte eine Neuregelung des Verhältnisses zwischen dem nunmehrigen Königreich Sachsen und dem Haus Schönburg. Die Gerichtsbarkeit der Herrschaft Waldenburg übernahm nach 1850 das Gerichtsamt Waldenburg. Während der Revolution von 1848 erfolgte die Plünderung und anschließende Niederbrennung des Waldenburger Schlosses. Die Ruinen des Gebäudes wurden 1852/53 abgetragen und das heutige Schloss an gleicher Stelle zwischen 1855 und 1859 neu errichtet.
Infolge der Aufhebung der Patrimonialgerichte im Deutschen Reich übernahm die sächsische Regierung auf der Grundlage eines weiteren Rezesses zum 1. Dezember 1878 die volle Justiz- und Verwaltungshoheit über die Schönburgischen Rezessherrschaften. Aus den schönburgischen Rezessherrschaften Glauchau, Lichtenstein und Waldenburg wurde in diesem Zuge gemeinsam mit der aus der Amtshauptmannschaft Zwickau umgegliederten einstigen Herrschaft Remse die sächsische Amtshauptmannschaft Glauchau gebildet. Die Fürsten und Grafen von Schönburg waren fortan nicht mehr Träger staatlicher Hoheitsrechte, bis auf ihren Sonderstatus als Standesherren und Mitglieder der Ersten Kammer. Sie behielten jedoch ihren umfangreichen sächsischen Grundbesitz mit Schlössern, gewerblichen Unternehmen und Kunstvermögen bis zur Enteignung im Zuge der Bodenreform in der Sowjetischen Besatzungszone ab 1945.

## Zugehörige Orte
Städte
- Waldenburg (Oberstadt)

Dörfer (Amtsorte)
- Altstadt Waldenburg
- Altwaldenburg
- Dürrenuhlsdorf
- Eichlaide
- Falken (Amtsanteil)
- Franken (anteilig) 1
- Grünfeld
- Grumbach
- Hermsdorf mit Oberhermsdorf
- Langenchursdorf (Amtsanteil)
- Meinsdorf
- Niederwinkel
- Pfaffroda (Exklave, anteilig) 2
- Schwaben (anteilig) 3

Einzelgüter in Orten anderer Herrschaften und sonstiger Besitz
- Hohenstein: sieben Häuser
- Ernstthal: ein Haus
- Waldenburger Oberwald (Forstbezirk)

Dörfer (Vasallengericht Callenberg)
- Callenberg mit Obercallenberg
- Falken (Rittergutsanteil)
- Langenberg
- Langenchursdorf (Rittergutsanteil)
- Mühlau (Patrimonialgerichtsanteil) 4
- Niederlungwitz (Anteil) 5
- Oberwinkel (nur die Glänzelmühle)

Dörfer (Vasallengericht Oberwiera)
- Oberwiera (Exklave, anteilig) 6

Dörfer (Vasallengut Schönberg)
- Schönberg (Exklave, erst um 1843)